# Saint-Cyr-sur-Menthon

Saint-Cyr-sur-Menthon este o comună în departamentul Ain din estul Franței.